# Akrotiri (ort)
Akrotiri (grekiska: Ακρωτήρι, turkiska: Ağrotur) är en ort inom basområdet Akrotiri, som bildar det brittiska avhängiga territoriet Akrotiri och Dhekelia. Antalet invånare var 684 (2001). Orten är den enda i basområdet Akrotiri med en betydande icke-militär befolkning.